# Marcus Olausson

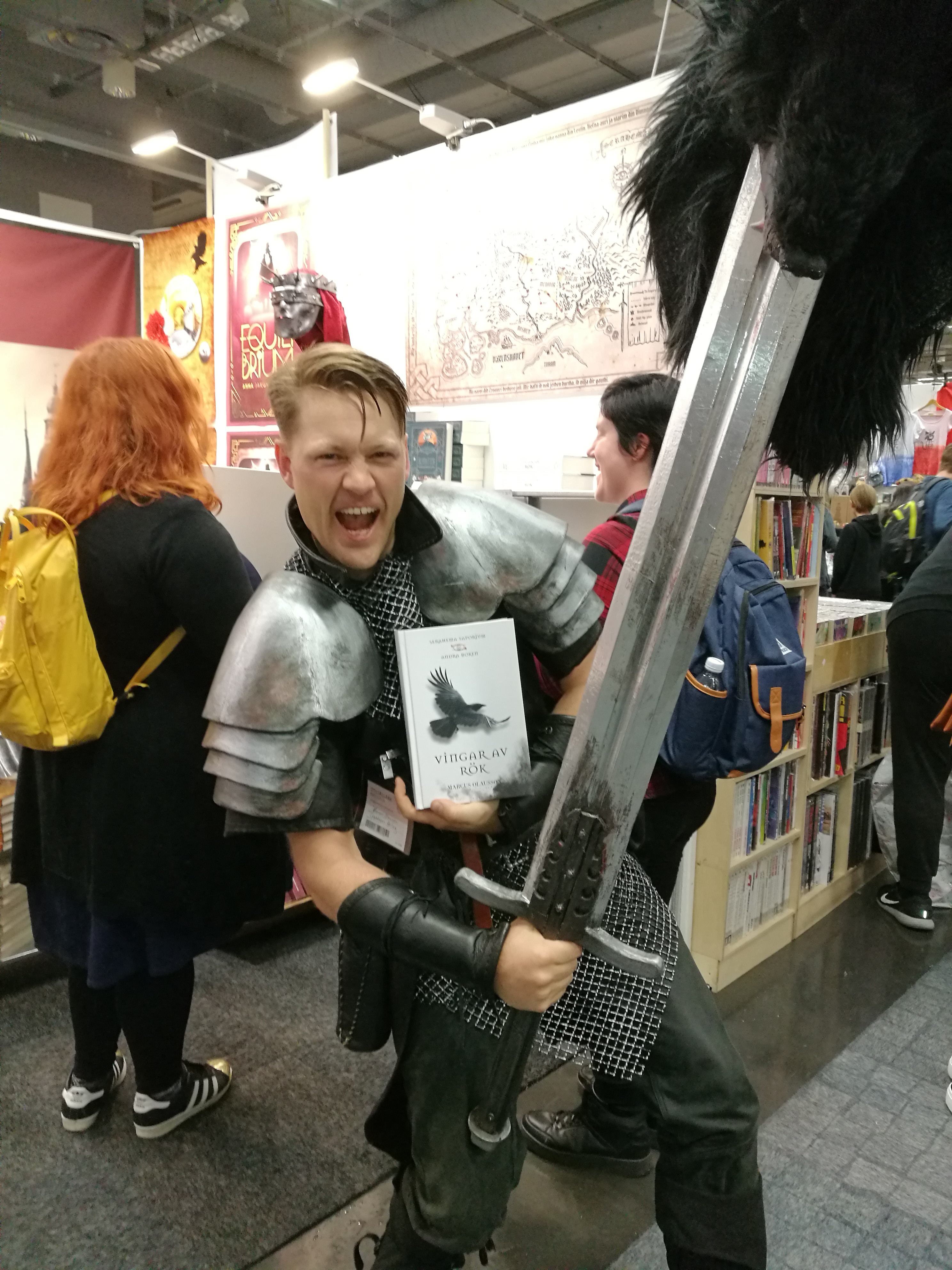
Marcus Olausson på bokmässan i Göteborg 2019.

Marcus Olausson, född 1976, är en svensk författare bosatt i Trollhättan. Han debuterade 2014 med fantasyboken De rotlösa, som tillsammans med Bäraren arbetades om och gavs ut 2018 under titel När gudar dör.
Han är grundare av Fantastikhjälpen, en ideell förening som planerar att ta fram en serie av barn-/ungdomsböcker och låta merparten av vinsten från försäljningen gå till hjälporganisationen Läkare Utan Gränser.
Fantasyserien "Serahema Saporium" första del är "När gudar dör" (2018), andra delen är "Vingar av rök" (2019) och del 3 är "Till hjärtats sista slag" (2021).

### Romaner
- 2014: De rotlösa ISBN 9789175990316
- 2014: Bäraren ISBN 9789175990460
- 2016: Nattlöpare ISBN 9789175990798
- 2021: Till hjärtats sista slag ISBN 9789188183484

#### Omarbetningar
- 2018: När gudar dör (Omarbetad utgåva av De rotlösa och Bäraren) (Catoblepas förlag) ISBN 9789188183194
- 2019: Vingar av rök (Omarbetad utgåva av Nattlöparen samt icke tidigare utgivet material) (Catoblepas förlag) ISBN 9789188183323
- 2021: Till hjärtats sista slag (Catoblepas förlag) ISBN 9789188183484